# Stato standard
In chimica, lo stato standard di un materiale (sostanza pura, miscela o soluzione) è un punto di riferimento utilizzato per calcolare le sue proprietà in diverse condizioni. Un segno di grado (°) o un simbolo Plimsoll in apice (⦵) viene utilizzato per designare una quantità termodinamica nello stato standard, come la variazione di entalpia ({\displaystyle \Delta H^{\circ }}), la variazione di entropia ({\displaystyle \Delta S^{\circ }}) o la variazione di energia di Gibbs ({\displaystyle \Delta G^{\circ }}). Il simbolo del grado è diventato molto diffuso, sebbene il Plimsoll è raccomandato negli standard, in seguito verranno discusse le convenzioni tipografiche.
In linea di principio, la scelta dello stato standard è arbitraria, ciò nonostante l’Unione Internazionale di Chimica Pura e Applicata (IUPAC) raccomanda un insieme convenzionale di stati standard per gli usi comuni. Lo stato standard non deve essere confuso con le condizioni standard (STP, Standard Temperature and Pressure) per i gas, né con le soluzioni standard utilizzate nella chimica analitica. L'STP è comunemente utilizzato per calcoli che coinvolgono gas che si avvicinano a un gas ideale, mentre lo stato standard viene utilizzato per i calcoli termodinamici.
Per un materiale o una sostanza, lo stato standard è lo stato di riferimento per le funzioni di stato termodinamiche del materiale come entalpia, entropia, energia di Gibbs. La variazione di entalpia standard di formazione per un elemento nel suo stato standard è assunta pari a zero e questa convenzione consente di calcolare e tabulare molte quantità termodinamiche. Non è necessario che lo stato standard di una sostanza esista in natura: ad esempio, è possibile calcolare valori di proprietà termodinamiche per acqua gassosa a 298,15 K e 105 Pa, anche se questa non esiste (come gas) in queste condizioni. Il vantaggio di questa convenzione è che le tabelle delle proprietà termodinamiche costruite in questo modo sono auto-consistenti.

## Stati standard convenzionali
Molti stati standard sono stati non reali (non-physical), spesso definiti "stati ipotetici". Tuttavia, le loro proprietà termodinamiche sono ben definite, solitamente mediante estrapolazione da alcune condizioni limitanti, come pressione zero o concentrazione zero, ad una condizione specifica (solitamente concentrazione o pressione unitaria) utilizzando una funzione di estrapolazione ideale, come ad esempio: soluzione ideale o gas ideale o mediante misurazioni empiriche. A rigore, la temperatura non rientra nella definizione di stato standard. Nella maggior parte delle tabelle le quantità termodinamiche vengono riportate, per comodità, a temperature specifiche: 298,15 K (25,00 °C) o, un po' meno comunemente, 273,15 K (0,00 °C).

### Gas
Lo stato standard di un gas è l'ipotetico stato che avrebbe il gas puro, a pressione standard, se seguisse l'equazione dei gas ideali. La IUPAC consiglia di utilizzare una pressione standard p⦵ (o {\displaystyle p^{\circ }}) pari a 105 Pa (o 1 bar). Nessun gas reale ha un comportamento esattamente ideale, ma questa definizione dello stato standard consente di apportare correzioni per la non idealità in modo coerente per tutti i diversi gas.

### Liquidi e solidi
Lo stato standard per liquidi e solidi è semplicemente lo stato della sostanza pura sottoposta ad una pressione di 105 Pa (o 1 bar). Per la maggior parte degli elementi, il punto di riferimento ({\displaystyle \Delta _{\mathrm {f} }H^{\circ }=0}) è definito per la forma allotropica più stabile dell'elemento, come la grafite nel caso del carbonio, e la fase β nel caso dello stagno (stagno bianco). Un'eccezione è il fosforo bianco, la forma allotropica più comune del fosforo, che viene definito come lo stato standard nonostante sia solamente metastabile. Questo è dovuto al fatto che la forma allotropica nera, termodinamicamente stabile, è difficile da ottenere pura.

### Soluti
Per una sostanza in soluzione (soluto), lo stato standard C⦵ (o {\displaystyle C^{\circ }}) viene solitamente scelto come lo stato ipotetico che avrebbe alla molalità o alla concentrazione di quantità di sostanza (concentrazione molare) dello stato standard e in condizioni di diluizione infinita (non sono presenti interazioni soluto-soluto, ma solamente soluto-solvente). Viene utilizzata questa definizione perché il comportamento di un soluto, nel limite di diluizione infinita, è descritto da equazioni molto simili a quelle dei gas ideali. Pertanto, considerare il comportamento di diluizione infinita come lo stato standard consente di apportare correzioni per la non idealità in modo coerente per tutti i diversi soluti. La molalità allo stato standard è 1 mol/kg, mentre la concentrazione di quantità di sostanza dello stato standard è 1 mol/dm³ (1 mol/L).
Sono possibili anche altre scelte. Ad esempio, l'uso di una concentrazione allo stato standard di 10 −7 mol/L per lo ione idrogeno in una soluzione acquosa reale è spesso utilizzato nel campo della biochimica. In altri settori applicativi come l'elettrochimica, lo stato standard viene talvolta scelto come stato effettivo della soluzione reale ad una concentrazione standard (solitamente 1 mol/dm³). I coefficienti di attività non si possono trasferire da una convenzione all'altra. È quindi molto importante conoscere le convenzioni che sono state utilizzate per la costruzione delle tabelle delle proprietà termodinamiche standard prima di utilizzarle nella descrizione delle soluzioni.

## Convenzioni tipografiche
Nel diciannovesimo secolo, il simbolo Plimsoll in apice (⦵) fu adottato per indicare più chiaramente la natura non nulla dello stato standard. La IUPAC raccomanda, nella 3ª edizione di Quantities, Units and Symbols in Physical Chemistry, un simbolo che sembra essere un segno di grado (°) come alternativa al segno di Plimsoll. Nella stessa pubblicazione il segno di Plimsoll sembra essere costruito combinando un tratto orizzontale con un segno di grado. In letteratura vengono utilizzati una serie di simboli simili: una lettera minuscola O (o), uno zero in apice (0) o un cerchio con una barra orizzontale dove la barra si estende oltre i confini del cerchio (U+29B5 ⦵ CIRCLE WITH HORIZONTAL BAR) oppure è limitata ai confini del cerchio (U+2296 ⊖ CIRCLED MINUS). Se confrontato con il simbolo di Plimsoll utilizzato nei testi del 1800, il simbolo U+29B5 è troppo largo e la linea orizzontale non si estende a sufficienza oltre i confini del cerchio. Il simbolo può essere confuso con la lettera greca theta (maiuscola, Θ o minuscola, θ). Nel 2024 un simbolo dedicato è stato proposto per Unicode (U+1CEF0 𜻰 MEDIUM SMALL WHITE CIRCLE WITH HORIZONTAL BAR), a fine 2024 il simbolo è stato approvato per la pubblicazione in Unicode 17. È un simbolo Unicode di media grandezza che è inteso per essere utilizzato in apice quando si deve denotare lo stato standard, andrà quindi a rimpiazzare U+29B5.